# Blindsight (Film)
Blindsight, alternativ Himalaya – Der Gipfel des Glücks, ist ein Dokumentarfilm der englischen Dokumentarfilmerin Lucy Walker. Der Film lief ab dem 10. Januar 2008 in den deutschen Kinos.
Lucy Walker begleitete 2004 mit ihrem Filmteam den blinden Bergsteiger Erik Weihenmayer bei dem Versuch, mit den Schülern der tibetanischen Blindenschule und der deutschen Tibetologin Sabriye Tenberken den Lhakpa Ri zu besteigen. Der Film ist gleichzeitig ein Porträt der Geschichte von Erik Weihenmayer und Sabriye Tenberken und ihrer Organisation Braille Ohne Grenzen.
Weihenmayer ist der erste blinde Bergsteiger, der den Mount Everest bestiegen hat. Sabriye Tenberken nahm Kontakt zu ihm auf und entwickelte mit ihm das Projekt, sechs Kinder ihrer Schule aus Lhasa auf den Lhakpa Ri, einem 7.000er in der unmittelbaren Nähe des Mount Everest, zu führen. Lucy Walker begleitete die blinden Schüler vier Monate und erzählt deren Geschichte, die geprägt ist von einem Leben als Außenseiter in einer tibetanischen Gesellschaft, die Blindheit als Stigma empfindet. Erst Sabriye Tenberken führte die Kinder mit ihrer Blindenschule aus diesem Leben heraus und eröffnete ihnen eine Zukunft. Der Weg auf den Gipfel ist dann letztendlich auch nicht das Ziel der Expedition. Die Kinder erreichen den Gipfel zwar nicht, doch zeigt ihnen die Erfahrung des Bergsteigens, dass Blindheit eben nicht Ausgeschlossenheit vom Leben heißen muss.

## Erstaufführungen
Der Film erlebte seine Premiere beim Toronto Film Festival am 11. September 2006. In Deutschland wurde der Film erstmals auf der Berlinale 2007 in der Sektion Panorama gezeigt.

## Kritiken
„Bei der Expedition ist der Weg das Ziel und der ist beschwerlich genug. Die Blinden sehen keine schöne Natur, aber sie spüren die Kraft und den Willen, etwas ganz Besonderes zu leisten. Genau dieser Aspekt kommt bei dem Film sehr gut heraus, ohne dass das Ganze zu klischeehaft herüberkommt. Hut ab!“

## Auszeichnungen
- 2006 wurde der Film für einen British Independent Film Award in der Kategorie Best British Documentary nominiert.
- 2007 erhielt der Film den Panorama Publikumspreis in der Sektion Panorama bei der Berlinale 2007.

## Hörfilm
Eine Audiodeskription des Films wurde 2007 durch die deutsche Hörfilm GGmbH im Auftrag von Arte produziert. Die von Thomas Holländer gesprochene Bildbeschreibung wurde 2009 für den deutschen Hörfilmpreis nominiert und findet sich auch auf der DVD.